# Sota el sol
Sota el sol   (títol original: Under solen) és una pel·lícula sueca dirigida per Colin Nutley, estrenada el 1998. El film va ser nominat a l'Oscar a la millor pel·lícula de parla no anglesa. Ha estat doblada al català.

## Argument
Després de la mort de la seva mare, Olof viu solament en la granja de la seva família. Un dia posa un anunci en el periòdic local: "granger solitari, 39 anys, cotxe propi, cerca jove mestressa de casa". Una jove contesta a l'anunci... i s'ensenyoreix de la casa i també del cor de Olof.

## Repartiment
- Rolf Lassgård: Olof
- Helena Bergström: Ellen Lind
- Johan Widerberg: Erik Jonsson

## Premis
- 1999: Nominada a l'Oscar: Millor pel·lícula de parla no anglesa
- 1999: Sant Sebastià: Esment Especial del Jurat
- 1998: Premis Guldbagge (Suècia): 2 nominacions

## Crítica
- "A primera vista es pot qualificar com a preciosa una vegada vista, però si un la planteja bé, es va adonant de les seves mancances i que, fins i tot, és un contrasentit"[3]
- "Es veu amb goig. Tot és transparent en aquesta història d'alt erotisme nòrdic. Serè, cadenciós, viu, sensual, a estones fins i tot calent joc amorós. El gradualisme del crescendo sentimental és perfecte, lliure, creïble, elegant"[4]